# Frédéric Lewino
Pour les articles homonymes, voir Lewino.
Frédéric Lewino est un journaliste et écrivain français.
Il est grand reporter à l'hebdomadaire Le Point où il est spécialisé dans les questions d'environnement et de sciences.
Il est le fils du journaliste et écrivain Walter Lewino.[réf. nécessaire]
En 2014, Pierre Haski ainsi que Les Inrockuptibles écornent ses « dérapages sexistes d'un autre âge » que dénotent certains de ses articles publiés dans Le Point.